# Boléro
Pour les articles homonymes, voir Boléro (homonymie).
Ne doit pas être confondu avec Boléro cubain.

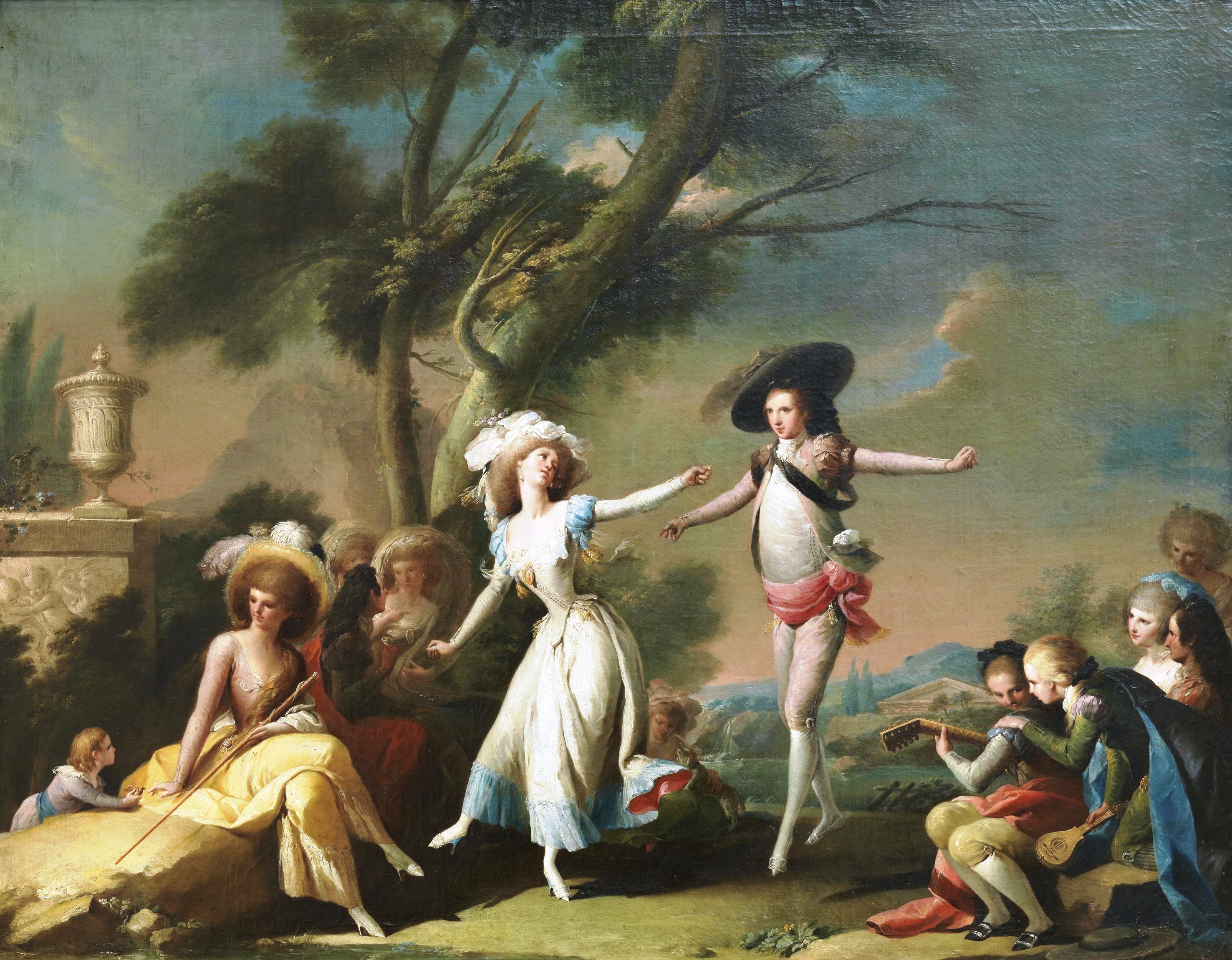
La romería (ou El bolero) de José Camarón Boronat (1785), musée du Prado (Madrid).

Le boléro est une danse de bal et de théâtre à trois temps, apparue en Espagne au XVIIIe siècle. En 1780, le maître à danser de Charles III, Sebastián Lorenzo Cerezo, le codifie et lui donne ses lettres de noblesse à la scène, participant ainsi à la naissance de la danse académique espagnole, l'escuela bolera. La vogue du boléro devient telle qu'en 1795, Juan Jacinto Rodríguez de Calderón rédige La Bolerologia o quadro de las escuelas del bayle bolero, tales quales eran en 1794 y 1795, en la corte de España.

## Étymologie
L'origine étymologique du mot « boléro » reste incertaine : pour certains auteurs, le mot fait référence au chapeau ou au gilet que portaient les Andalous ; pour d'autres, il désigne le danseur de bolas (boules), mais l'origine la plus vraisemblable paraît être le surnom de « Volero » (le danseur volant) qu'on donnait à Sebastián Cerezo.

## Histoire
La source écrite la plus ancienne dans laquelle le mot « boléro » est mentionné pour désigner cette danse se trouve dans la saynète La hostería del buen gusto de Ramón de la Cruz (1773). Quant à la plus ancienne partition conservée dans laquelle un boléro est ainsi appelé, elle est intitulée Todo aquel que no sepa, et apparaît dans l'Arte de tocar la guitarra española por música de Fernando Ferandiere.
D'un point de vue romantique, le boléro était interprété comme « une pantomime accompagnée de castagnettes en l'honneur de Cupidon  ». Parallèlement, les voyageurs étrangers arrivant en Espagne étaient attirés par le spectacle et le rythme de la danse, comme ce fut le cas du New-Yorkais Alexander Slidell Mackenzie qui, dans ses mémoires d'un voyage effectué dans le pays en 1827, A Year in Spain by a Young American, (Boston : Hilliard Gray and Co, 1830), lui consacre un éloge : « Mais j'ai presque oublié de parler du boléro, qui est souvent présenté comme un intermède entre le drame et les entremés. [...] Qui n'a pas entendu parler du fandango ? [...] Personne ne peut nier que le fandango est la danse la plus fascinante. [...] Le boléro n'est ni plus ni moins qu'une nouvelle version du fandango, contenant toutes les beautés de l'original, expurgées de tout ce qui pourrait heurter la délicatesse la plus scrupuleuse. Il existe plusieurs variétés de boléro, connues sous différents noms, et qui peuvent être dansées par deux, quatre, six ou même huit personnes. À mon goût, cependant, la plus belle version de toutes est la cachucha. [...] » Et c'est ainsi que Slidell continue à décrire la danse, les costumes, les danseurs et la musique sur pas moins de cinq pages.
De telles évaluations rendent le boléro populaire dans toute la sphère culturelle européenne, de sorte que son air est utilisé par de nombreux compositeurs tout au long de l'histoire, le Boléro de Maurice Ravel ayant atteint une renommée particulière, qui, en réalité, représente une recréation stylisée du rythme, sans être totalement fidèle à l'original.

## Danse
Juan Antonio de Iza Zamácola, dans une publication de 1799, décrit le boléro comme une évolution des séguidilles. Il hérite de ces dernières le mètre ternaire, la forme métrique littéraire et sa structure, qui consiste en trois parties connues sous le nom de coplas ou mudanzas. Ce jeu est répété trois ou quatre fois, selon les coutumes de la région et les préférences du maître. Après chaque répétition, il y a une interruption appelée le bien parado, pendant laquelle le danseur reste statique, mais se tient debout dans des figures gracieuses.
Les bras, avec leurs mouvements, jouent un rôle important dans le boléro ; et, bien que ce ne soit pas toujours le cas, surtout dans le ballet, parce qu'ils sont remplacés par d'autres instruments de l'orchestre ou inclus dans celui-ci, traditionnellement, les mains du danseur sont liées aux castagnettes, également connues sous le nom de palillos ou pitos, selon la région.

## Forme littéraire du boléro
En tant que danse, le boléro peut être considéré comme le résultat du filtrage de la séguidille populaire par l'Escuela bolera naissante. Ainsi, d'un point de vue métrique, les termes bolero, bolera, boleras et seguidilla renvoient à la même réalité. Quant à la structure formelle de leurs textes, les boléros et les seguidillas sont organisés en strophes de sept lignes, dont les quatre premières forment le couplet de seguidilla susmentionné et les trois dernières une troisième ligne, généralement à rimes enchaînées, dans laquelle se trouve la morale ou la conclusion du poème. Le résultat est une combinaison de vers heptasyllabiques et pentasyllabiques, dont les pairs ont une rime assonante et les impairs ne sont pas enchaînés. Le thème prédominant est l'amour sous tous ses aspects, bien que des motifs satiriques se rapportant à des questions sociales et politiques apparaissent parfois6.

## Instrumentation traditionnelle
Dans son exécution traditionnelle, elle est généralement jouée avec l'accompagnement de la guitare et d'autres instruments folkloriques, voire avec des orchestres de plectres et même de cornemuses (les xeremias des Baléares, par exemple). Elle a un rythme très marqué, d'une monotonie insistante, porté par les castagnettes et souvent soutenu par le tambour, le tambourin ou le tamboril.